# 博多一風堂

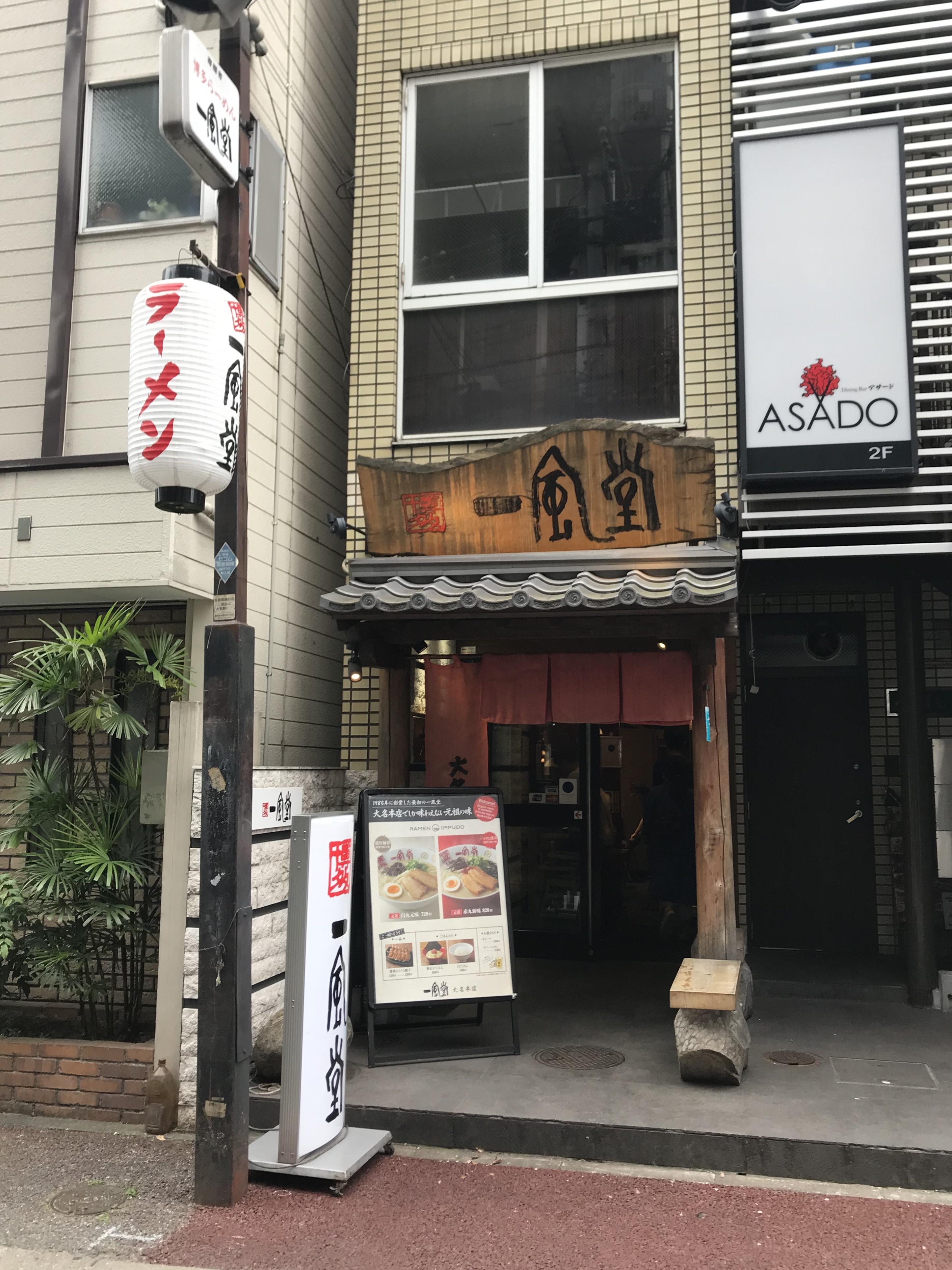
総本店

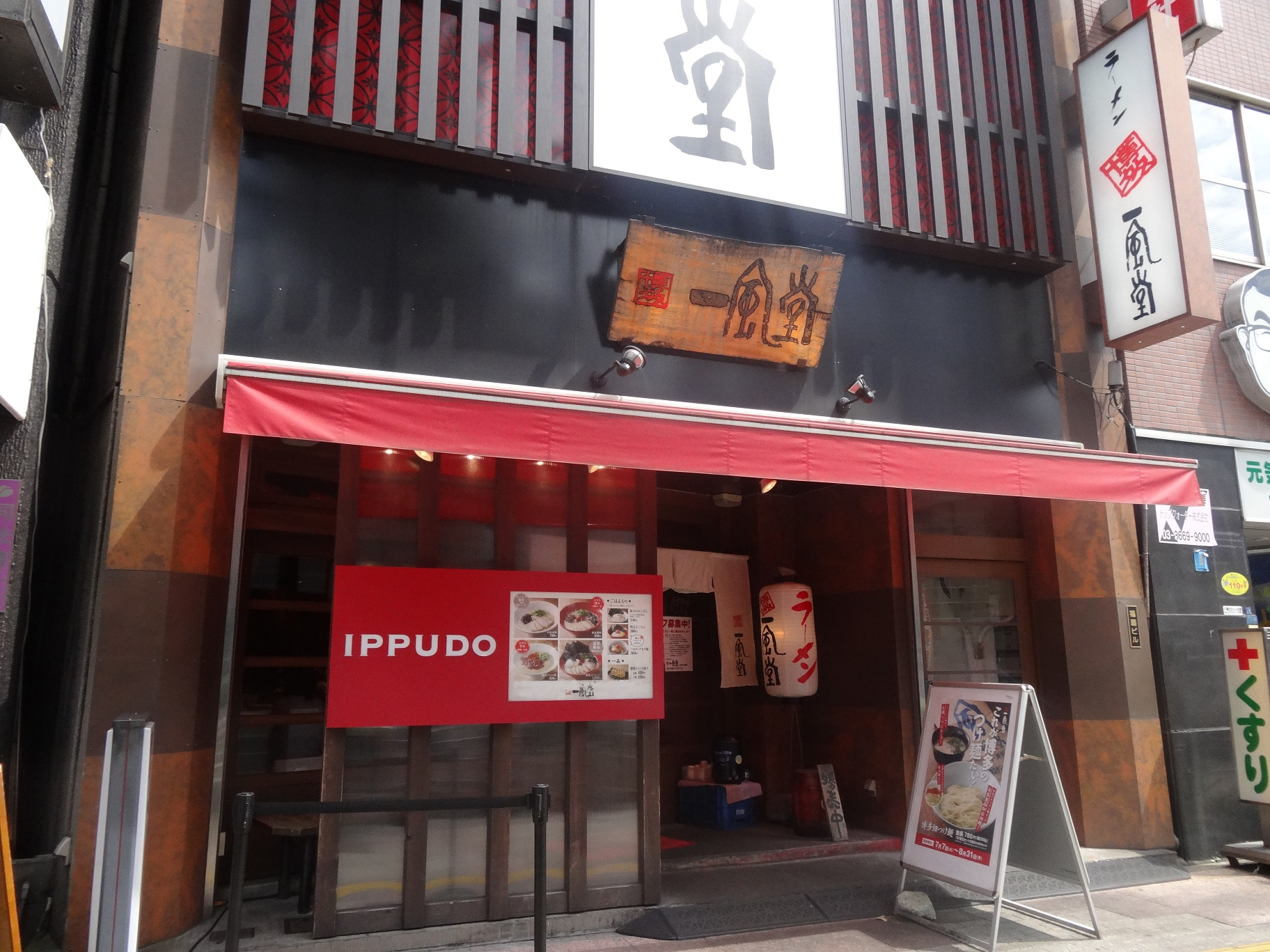
上野広小路店

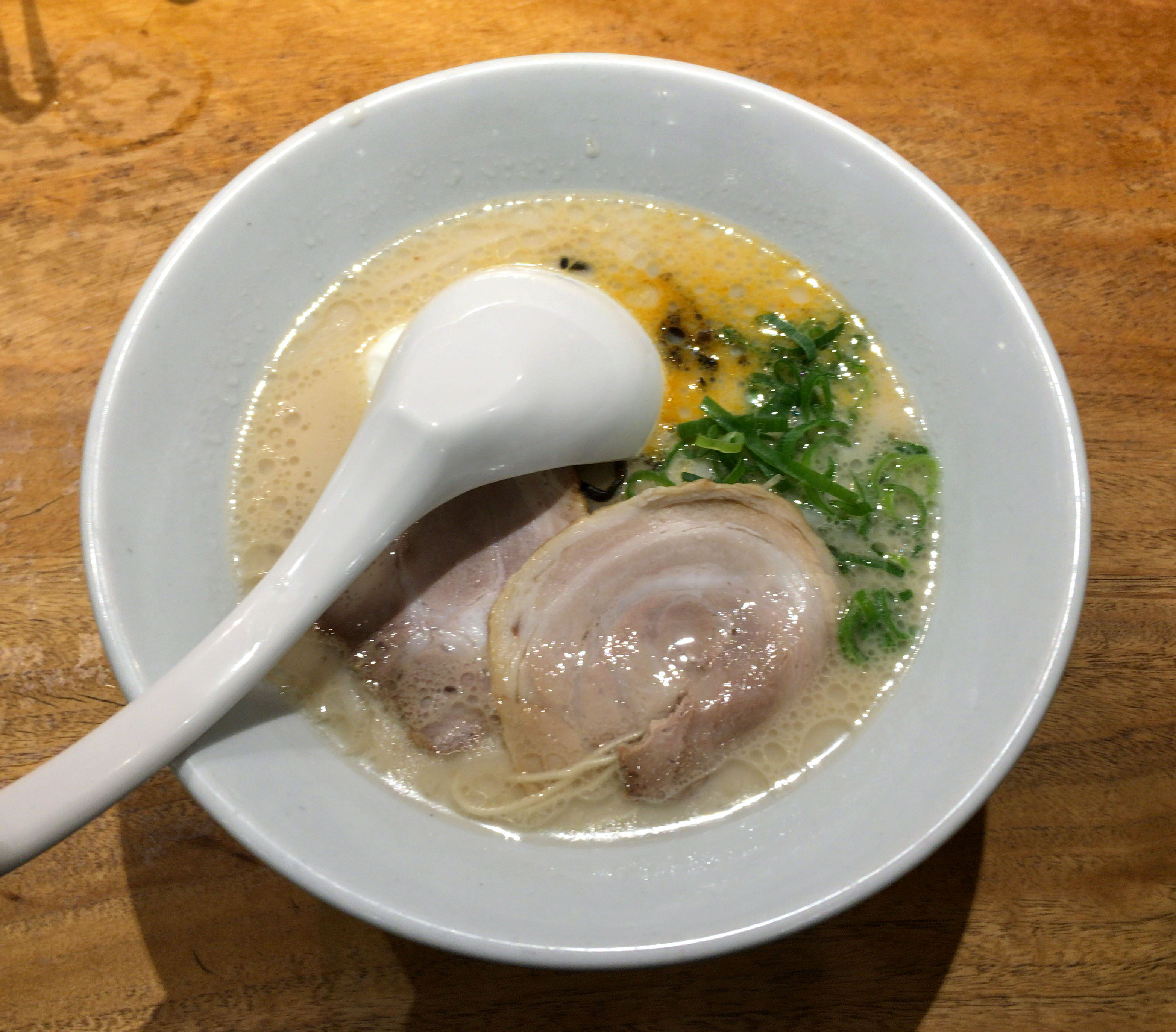
白丸元味

博多一風堂（はかたいっぷうどう、英語：Ippudo）は、福岡県福岡市発祥 の豚骨ラーメン店チェーン。略称は一風堂。運営企業は株式会社力の源カンパニー。

## 概要
創業者の河原成美（かわはら しげみ）が1985年（昭和60年）10月16日、福岡県福岡市中央区大名に「博多 一風堂」を開店したのが始まりである。「怖い・臭い・汚い」と言われていた1980年代の博多ラーメンのイメージを覆し、女性が単独でも入りやすいスタイリッシュで清潔な店舗と、豚骨特有の臭みを排しながら濃厚な深みのあるスープや研究を重ねた自家製麺が特徴である。河原は店名の「一風堂」について、「公式には『業界に一陣の風を吹かせたいという思いでつけた』と説明しているんだけれども、好きなバンドの名前にちなんだ、というのが本当のところです（笑）』」と述べている。その後2019年（令和元年）9月、河原は一風堂の元リーダー土屋昌巳と対面を果たした。
豚骨ラーメンの「白丸元味」、ピリ辛味の「赤丸新味」という2種類や、それらにトッピングなどがなされた派生系だけでなく、醤油や味噌など様々な味わいのラーメンも販売し博多ラーメンの特徴である「替玉」もある。チャーハン、餃子といったサイドメニューも販売している。
2001年（平成13年）からは、素材も器もすべてその当日のためだけに作り込む創作ラーメンイベント「四季のラーメン」 や、2003年（平成15年）から小学校の体育館などを会場に児童にラーメンやギョウザを「作る喜び」を伝える食育活動「一風堂ワークショップ」 などを通じ、「笑顔とありがとう」を世界中に伝えている。
製品は店舗での飲食以外にもオンラインストアで販売しているほか、2022年（令和4年）9月には、できたての一風堂ラーメンを最短90秒で提供する自動販売機をヨーカイエクスプレスが設置した。
変わったところでは、全日本空輸（ANA）のファーストクラス・ビジネスクラスの一部路線において、2013年6月より機内食として提供される各種ラーメンの監修を行っている。2022年には新たに「一風堂プラントベースラーメン～プラとん（Pla-ton）～」をANAと共同開発し、同年12月より提供している。
運営会社は2017年（平成29年）に東証マザーズに上場し、2018年（平成30年）3月22日には東証一部へ昇格した。
2025年には、デンマーク産の豚肉を使用している縁で、デンマーク国王フレデリック10世が銀座店に来店した。

## 沿革
- 1985年（昭和60年） 福岡県福岡市中央区大名に最初のラーメン店「博多 一風堂」をオープン。
- 1994年（平成6年）3月 新横浜ラーメン博物館に関東第一号店として出店。一気に全国区となり、翌1995年（平成7年）には東京都渋谷区広尾に東京1号店となる恵比寿店をオープンさせ、二大看板メニューとして「白丸元味」と「赤丸新味」を発売。
- 1997年（平成9年）には河原成美がテレビ東京『TVチャンピオン～ラーメン職人選手権』でチャンピオンに輝き、1999年（平成11年）の「史上最強！ラーメン王決定戦II」、2000年（平成12年）の「大行列！ラーメン職人選手権」で3連覇を達成し、殿堂入りを果たした。
- 2000年（平成12年）4月には、セブン-イレブンとタイアップし日清食品が製造した業界初の店名入りカップ麺が販売された。
- 2008年（平成20年）、日本国外では初めて、アメリカ合衆国ニューヨーク市マンハッタンのイーストビレッジ地区に出店し、日本の平均的な店舗の倍の売り上げをあげている[12][13]。
- 2009年（平成21年）11月、オンラインショップによる通信販売を開始。12月にはシンガポール・オーチャード通りのホテル「メリタス・マンダリン」内に出店[13]。
- 2011年（平成23年）には日本レストランエンタプライズと提携し、JR東日本の首都圏の駅構内に駅ナカ店舗の出店を開始した[14]。
- 2011年（平成23年）には韓国と香港、2012年（平成24年）には台湾、中華人民共和国（上海）、オーストラリア、2013年（平成25年）にはマレーシア、中国の広州、7月にニューヨーク2号店（WESTSIDE）をオープン[15]。
- 2012年（平成24年）には、売上高が100億円を突破した[16]。
- 2014年（平成26年）にはタイ・フィリピン、インドネシアに出店。
- 2016年（平成28年）にはフランスパリにオープン。同年、博多うどんの老舗店「因幡うどん」を運営する株式会社因幡うどんを子会社化
- 2017年（平成29年）に東京証券取引所マザーズに株式を上場。翌2018年に東京証券取引所市場第一部に上場市場変更。
- 2019年（令和元年）にはベトナムとニュージーランドにオープンしている。

## コラボ商品
- 博多一風堂監修 白丸風チャーシューおにぎり（NewDays)
- 博多一風堂監修 赤丸風ピリ辛チャーシューおにぎり（NewDays）
- 博多一風堂監修 極からか麺風胡麻風味肉そぼろおにぎり（NewDays）
- 名店監修鍋スープ 一風堂 博多とんこつ赤丸新味700g（ダイショー）
- ベビースターラーメン丸 博多一風堂 白丸元味とんこつ味（おやつカンパニー）
- ベビースターラーメン丸 博多一風堂 赤丸新味とんこつ味（おやつカンパニー）
- 日清食品 一風堂 白丸とんこつ豆腐スープ（セブン-イレブン）
- コクと旨味の一風堂とんこつラーメンスープ缶（JR東日本自動販売機「Acure」）
- 一風堂とんまる とんこつスナック（渡辺製麺） - コンビニエンスストア限定
- セブンプレミアム 日清食品 一風堂　博多ちゃんぽん!  -冷凍食品 （セブン-イレブン）
- 一風堂監修 とんこつ焼ラーメン - セブン-イレブン旅気分 九州フェア限定（セブン-イレブン）

## テレビ番組
- 日経スペシャル カンブリア宮殿 「店は舞台だ! ～ラーメン界のカリスマが明かす集客の極意～」（2009年4月13日、テレビ東京）- 出演：力の源カンパニー 代表取締役 河原成美[17]。
- 日経スペシャル ガイアの夜明け シリーズ「新興国を攻めろ!」第1弾 ニッポン外食に勝機あり（2010年4月20日、テレビ東京）[18] - アジア展開の戦略を取材。

## 書籍

### 関連書籍
- 『ラーメン界のすべてを知る男 博多一風堂・河原成美が選ぶうまかラーメン115軒 これを食わんでラーメンが語れるか！』（著者:河原成美）（2001年10月30日、角川書店）ISBN 9784048836869
- 『一風堂の秘密 ラーメン職人河原成美が明かす繁盛店のつくり方』（著者:河原成美）（2001年12月5日、経済界）ISBN 9784766782356
- 『一風堂 五輪書 自分が主人公として生きる河原流人生の極意』（著者:河原成美）（2004年3月5日、致知出版社）ISBN 9784884746735
- 『一風堂 心得帖』（著者:河原成美）（2006年11月20日、力の源カンパニー）
- 『「一風堂」ドラゴン中国マーケットに挑む！ 中国に進出した外食企業は何をつかんだのか』（著者:河原成美）（2007年1月25日、柴田書店）ISBN 9784388153114
- 『一風堂魂』（2010年10月1日、潮出版社）（著者:河原成美）ISBN 9784267018589
- 『博多一風堂・河原成美 凡人が天才に勝つ方法』（著者:会津泰成）（2011年4月2日、集英社）ISBN 9784087805994
- 『あなたの店をつぶさない法則』（著者:河原成美）（2012年6月25日、PHP研究所）ISBN 9784569800431
- 『「7つの習慣」と「一風堂」』（著者:河原成美、監修:フランクリン・コヴィー・ジャパン）（2016年6月1日、PHP研究所）ISBN 9784569831060